# Morrison (Illinois)
Morrison – miasto w Stanach Zjednoczonych, w stanie Illinois, w hrabstwie Whiteside.